# Kunstwerken op de Nieuwmarkt
De Kunstwerken op de Nieuwmarkt bestaan uit een aantal rond 1991 verspreid geplaatste objecten op de Nieuwmarkt, Amsterdam. Naast
het Bredero-monument uit 1968 van Piet Esser en de brug 495 onder het plein zijn te vinden lantaarnpalen, zitelementen, balustrades en plastieken.
Rond 1990 vond er een grootscheepse renovatie plaats rondom de Waag. Het plein was verzakt, verwaarloosd en rommelig. Bovendien had de (geparkeerde) auto de macht overgenomen. In de strijd om de auto hier terug te dringen werden stevige maatregelen getroffen, zo verschenen er hekwerken etc. Tijdens die renovatie werd ook een aantal kunstwerken geplaatst, ontworpen door Alexander Schabracq, Tom Postma en Dok van Winsen.

## Lantaarns
De zeventien lantaarns dan wel lichtmasten zijn ontworpen door Schabracq en Postma. Zij kregen vooraf al een duidelijke omschrijving hoe het er uit moest komen te zien. Zij kwamen met een rank model bestaande uit drie zuilen in een violette kleurschakering. Elke lantaarn draagt de drie Andreaskruizen uit het Wapen van Amsterdam met zich mee. Ze werden destijds voorzien van nieuwe hogedruk natriumlampen uit de Philipsfabrieken te Eindhoven. Die natriumlamp zit gevangen tussen de drie zuilen en schijnt van onderen tegen het bovenstuk aan. Tegen een achtergrond van lucht vallen de lantaarns goed op; tegen de donkere gevels rondom het plein nauwelijks. De lichtmasten hadden al snel de bijnaam boortorenplatform. In de lichtmasten zijn voorts afvalbakken geïntegreerd.

## Straatmeubilair
Dok van Winsen ontwierp voor het zuidelijk gedeelte van het plein twee zitbanken en drie tafels. Van Winsen werkte in die tijd samen met Schabracq. Het straatmeubilair is van beton waarop keramieken mozaïeken zijn aangebracht. Er is een relatief kleine geelbruine zitbank van 3 meter breed en een relatief grote zitbank van 9 meter breed, die de kleur blauwachtig groen kreeg. Daartussen staan drie “tafels”, die echter ook als zitbankje kunnen fungeren. Door hun felle kleuren lijken ze nog het meest op stootblokken uit een flipperkast. Een van de tafels fungeert ook als kompas; de vier windstreken zijn uit het hout gefreesd.

## Balustrades
Op de kademuren naar de Geldersekade en Kloveniersburgwal zijn balustrades aangebracht. Binnen de gehele binnenstad zijn kadebalustrades aangebracht, welke uit één model bestaan. Hier kwam men met de kunstenaars iets anders overeen. Schabracq en consorten ontwierpen gietijzeren hekwerken. In plaats van donkergroen, tenger en glad, dat haast verplicht is in de binnenstad, werden deze balustraden hardgroen, robuust en knoestig. Bovendien kregen ze moderne motieven mee. Er waren ook balustrades om de markt af te bakenen; een eerste versie daarvan werd gestolen en nooit teruggevonden. De balustrades lijkten vooral een voorbereiding op het straatmeubilair dat de kunstenaars mochten leveren voor de vlak daarna te vernieuwen inrichting van het Damrak. Waar voor de balustrades op de Nieuwmarkt relatief weinig aandacht was, werd het straatmeubilair op het Damrak hevig bediscussieerd en bij een eerst herinrichting in 2007 alweer verwijderd.

## Plastieken
In het verlengde van de twee kademuren langs de Geldersekade en de twee van de Kloverniersburgwal, zijn plastieken aangebracht. Ze zijn ook ontworpen door genoemde kunstenaars. Ze hebben een modern uiterlijk, maar lijken door hun mengeling van baksteen en natuursteen in basis als afkomstig uit de Amsterdamse School. De plastieken hebben aan de noord- en zuidzijde van de Nieuwmarkt verschillende modellen.

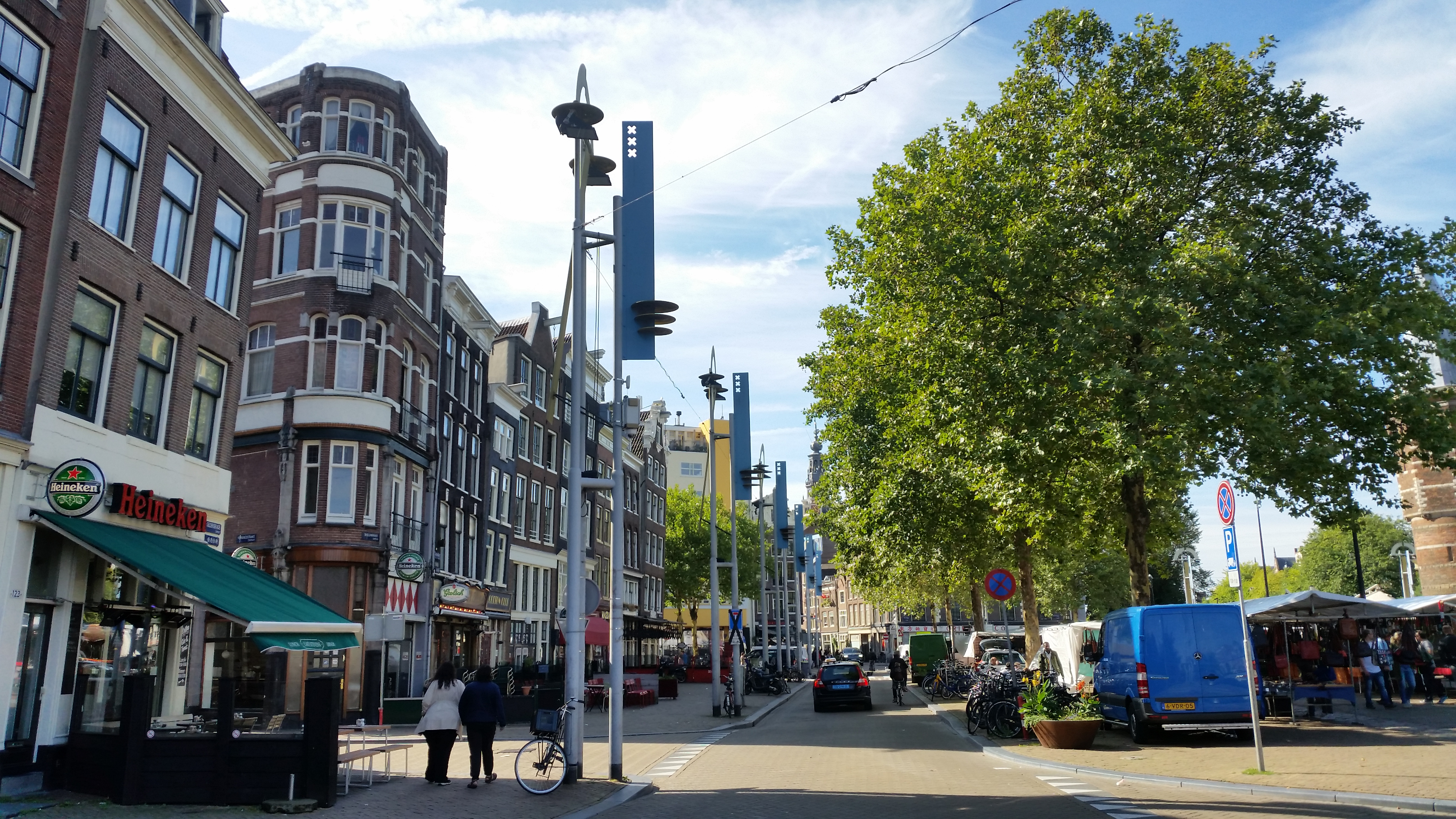
Lantaarn
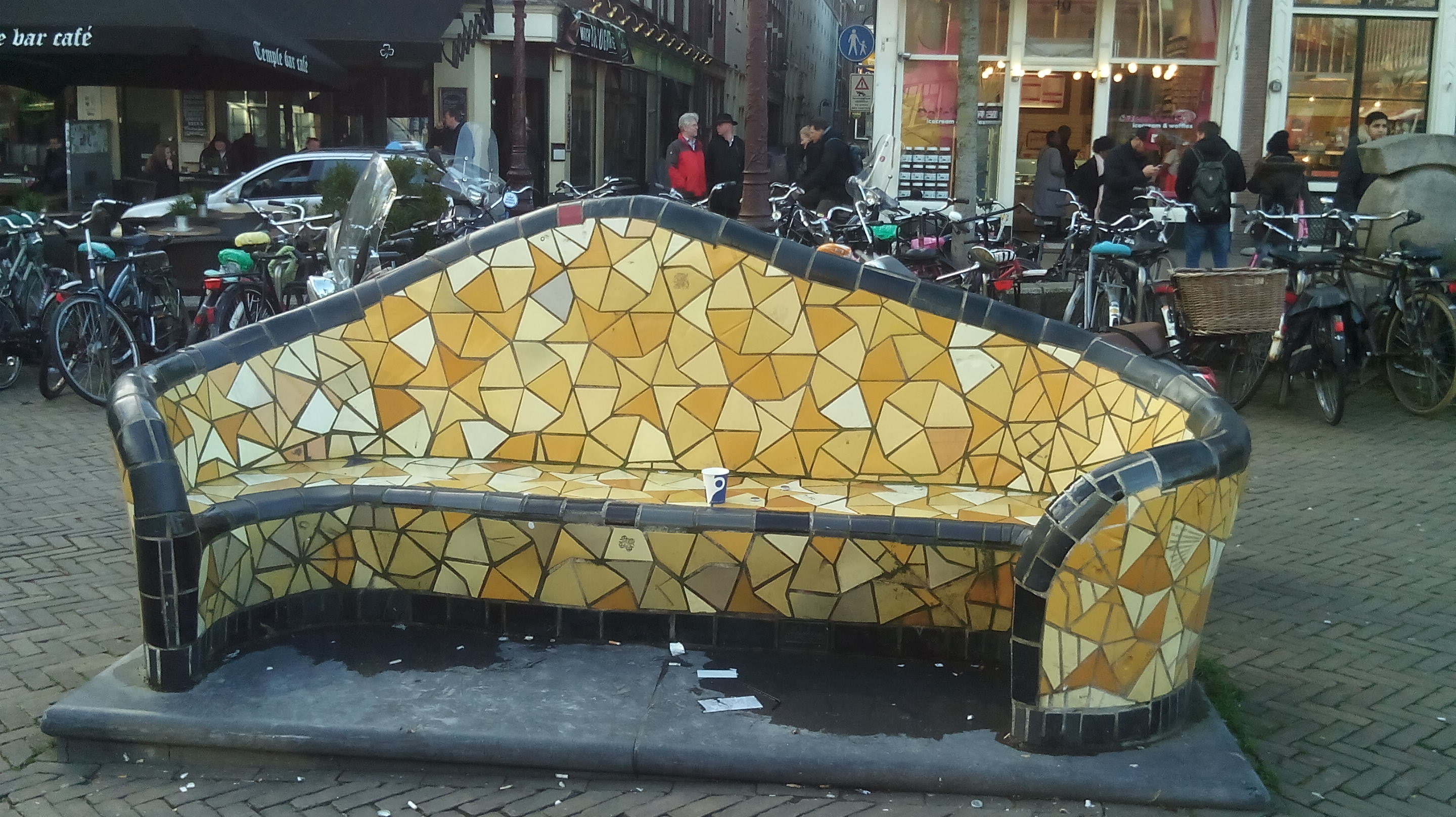
Gele bank
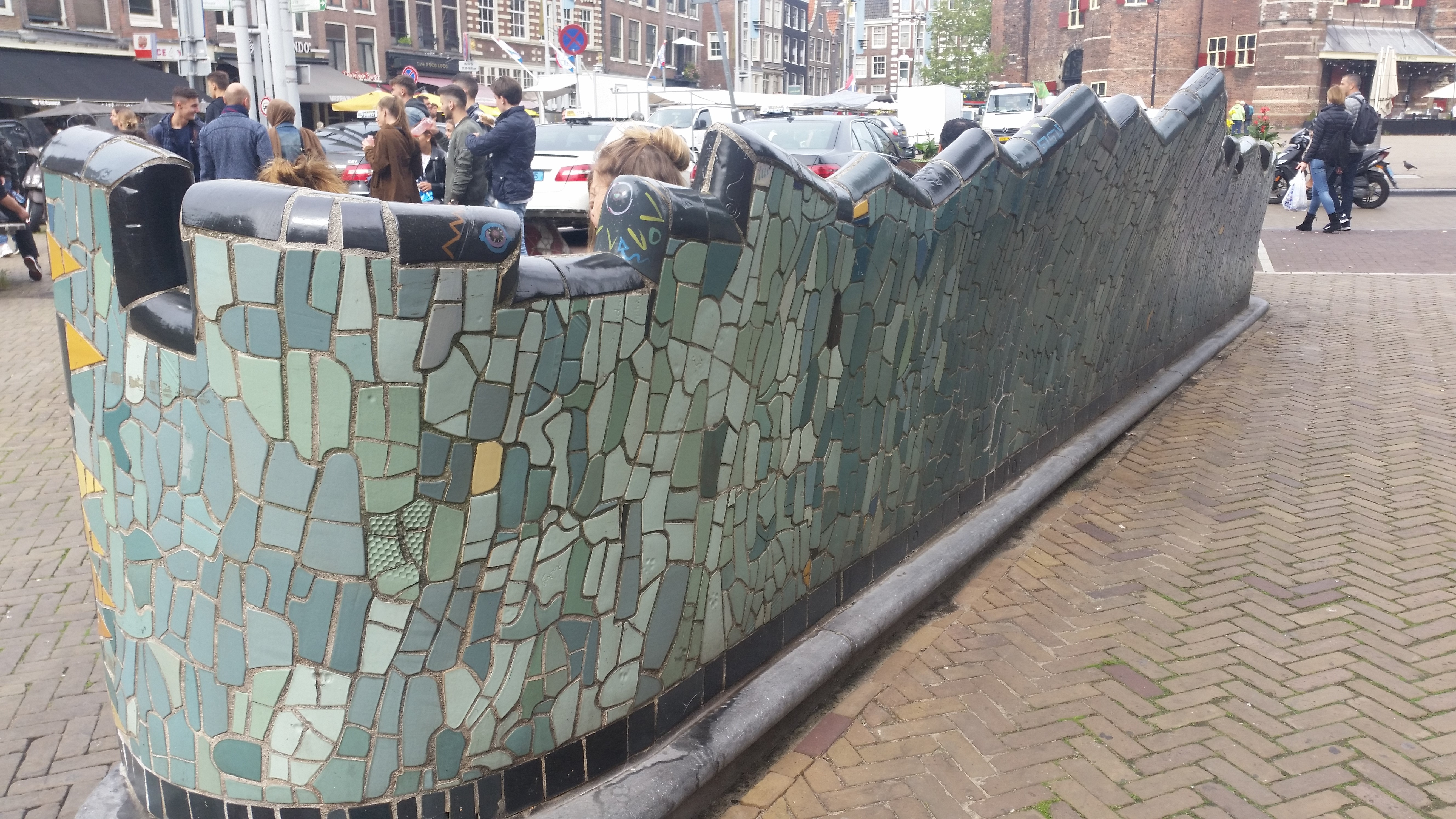
Blauwe bank
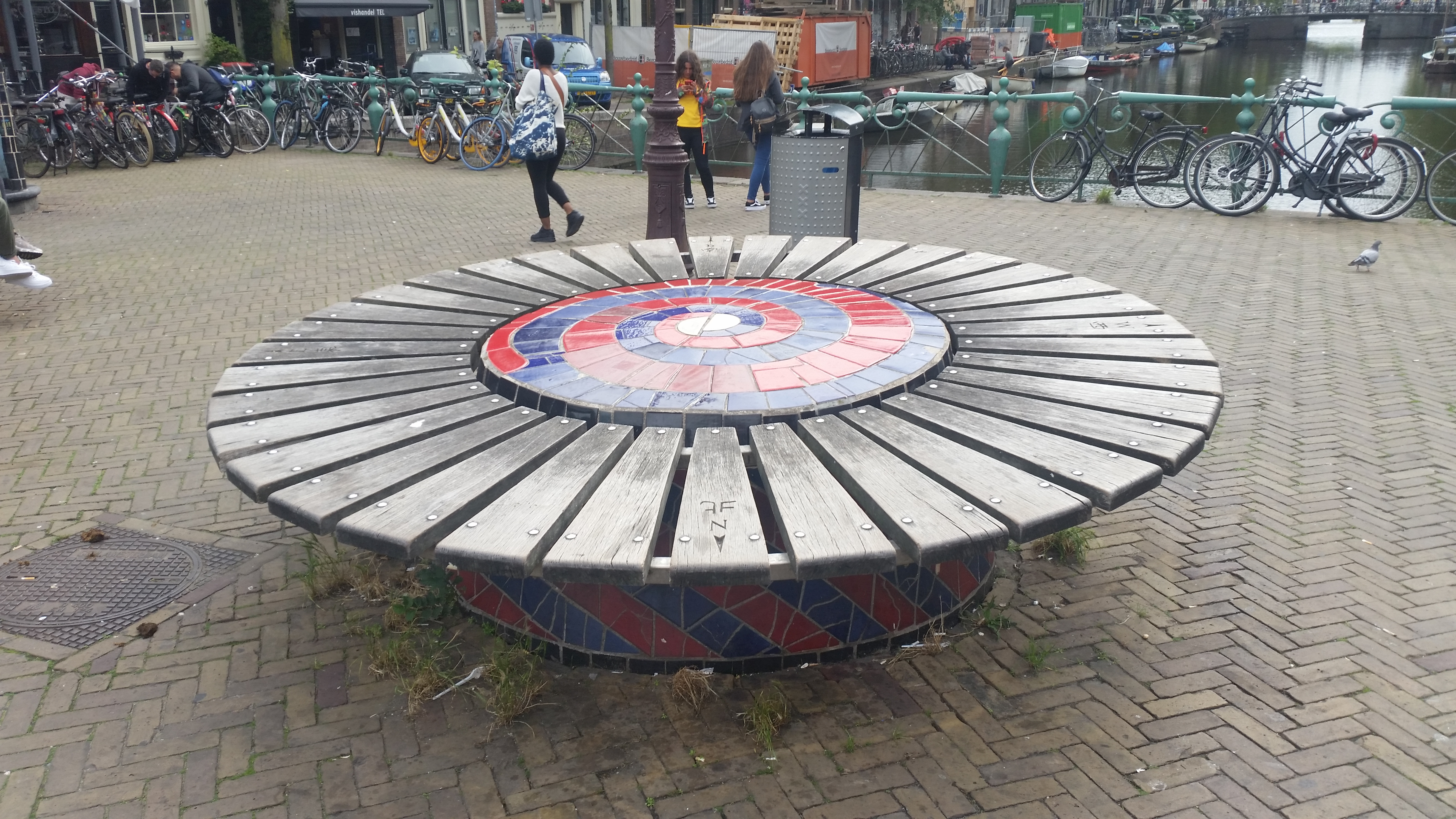
Tafel
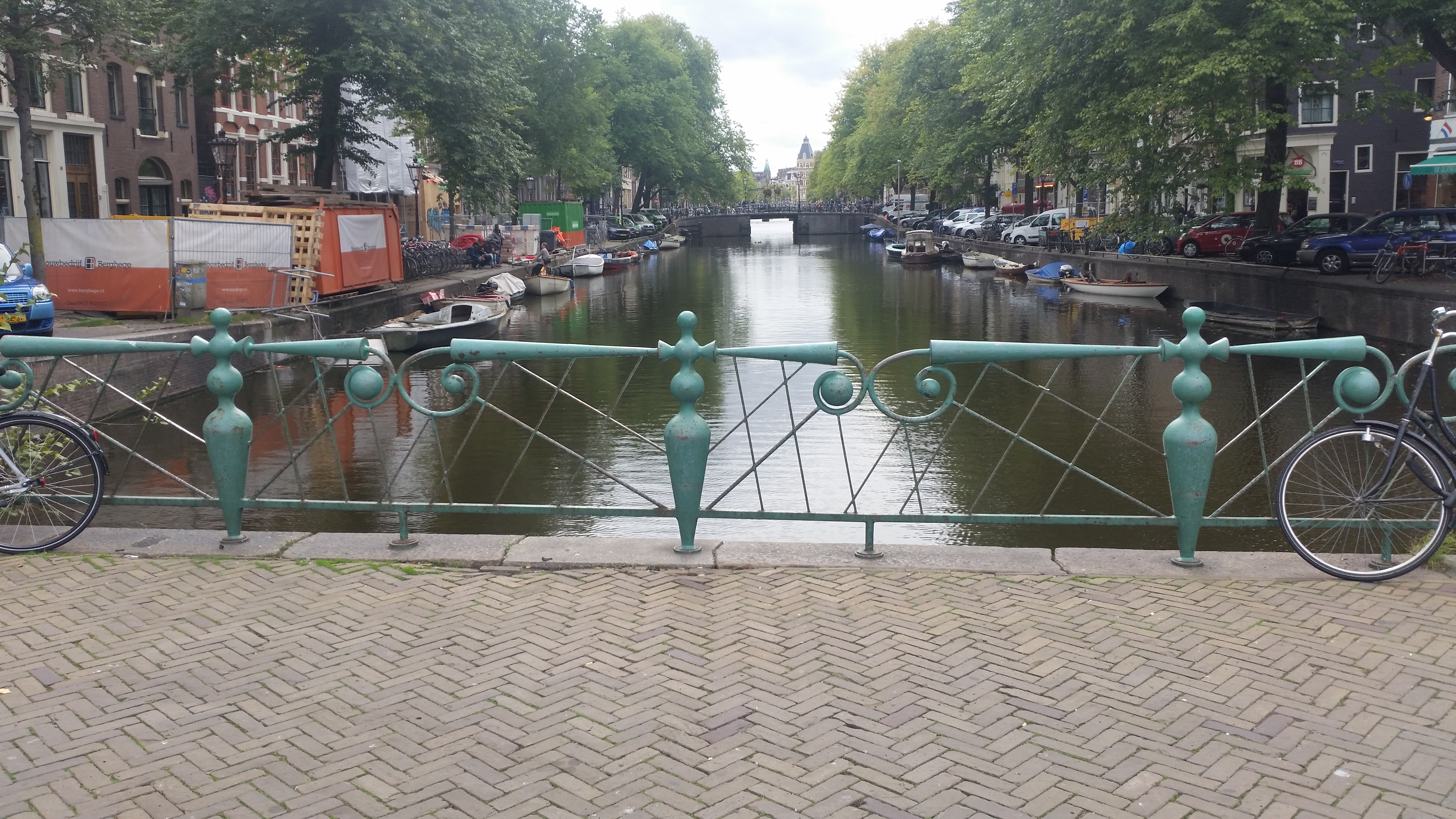
Balustrade
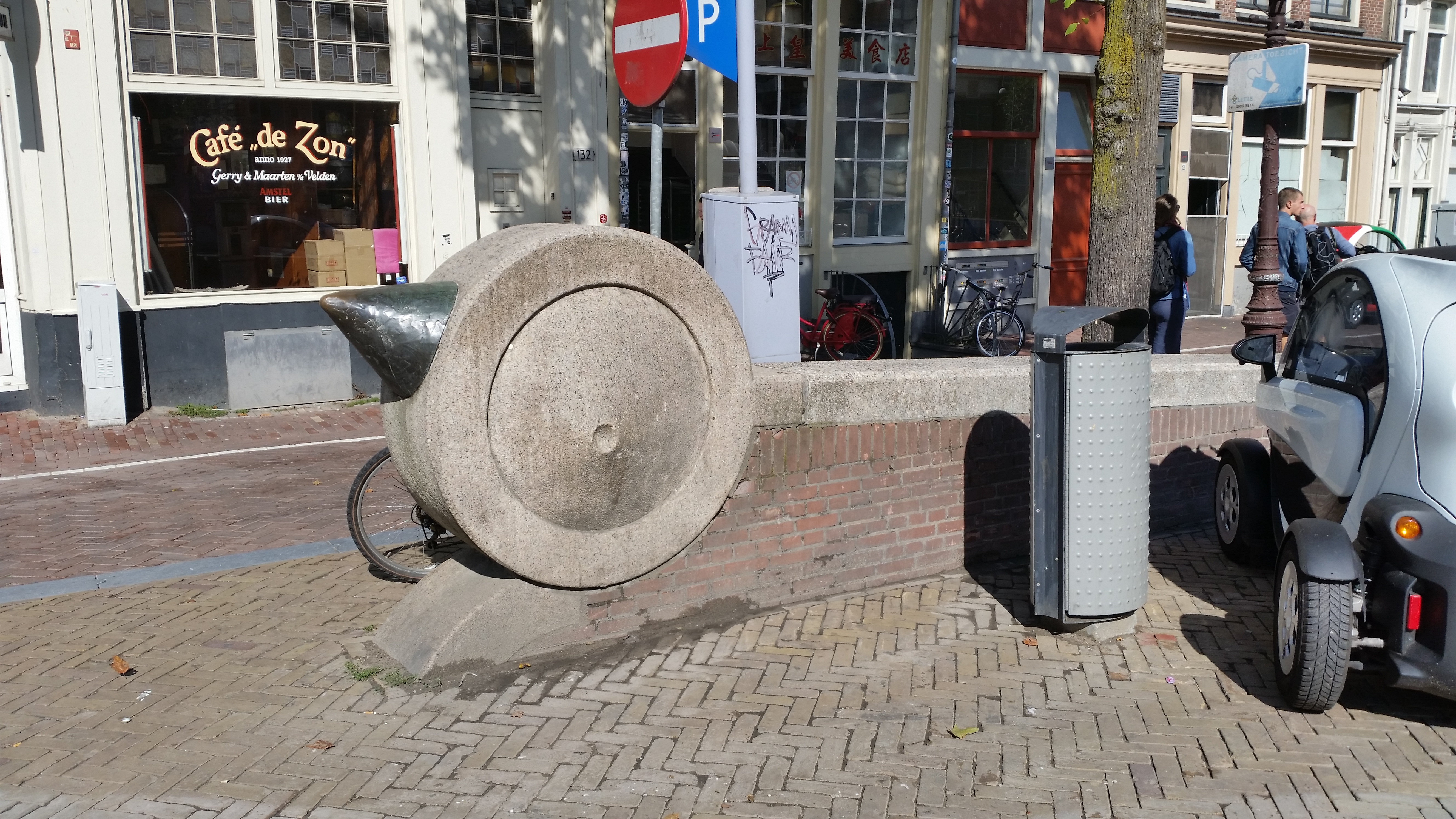
Plastiek noordzijde plein
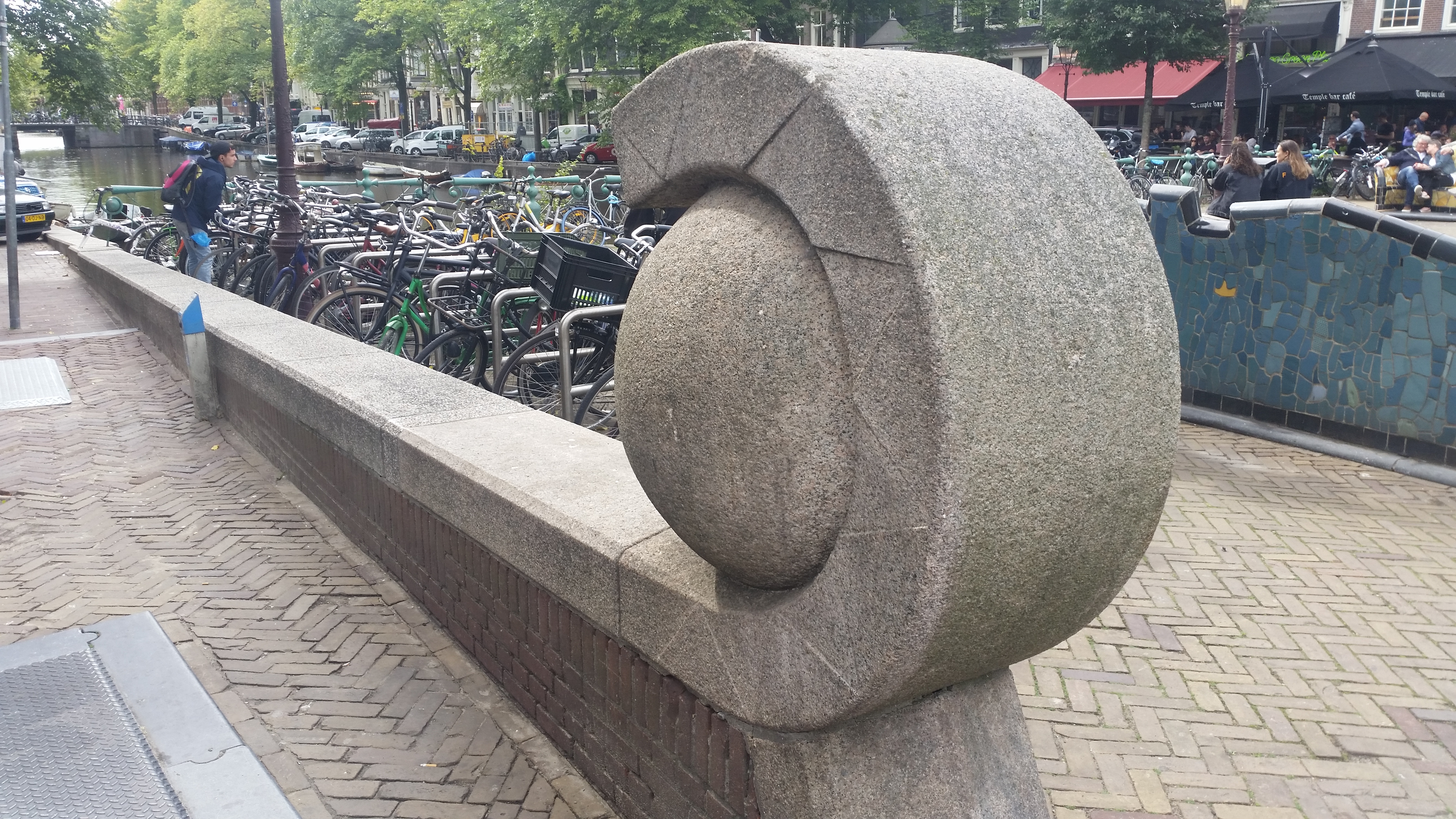
Plastiek zuidzijde plein